# 荒川区民会館
荒川区民会館（あらかわくみんかいかん）は、東京都荒川区に所在する多目的ホールである。愛称はサンパール荒川。

## 歴史
1971年10月に旧庁舎、旧会館の解体工事が行われ、1972年に基本設計、実施設計が行われた。その後、1973年6月に着工した。
1974年（昭和49年）12月11日に荒川区民会館条例公布。1975年（昭和50年）1月18日に同条例施行規則を公布、同年3月28に荒川区民会館がオープンした。1981年（昭和56年）には、区民公募により「サンパール荒川」の愛称が付けられた。館内のレストランは開館以降精養軒が運営していたが、2006年にレストランモアに代わっている。2010年には6階にあった結婚式場が廃止され、コミュニティ・カレッジに転用された。
建物の老朽化のため、1992年（平成4年）と2015年（平成27年）に大規模な改修工事が行われた。
2006年度からは指定管理者制度が導入され、三菱電機ビルテクノサービス・共立・スペースネットワークからなるMKT共同事業体が業務を受託していたが、2018年4月1日よりケイミックスパブリックビジネスに交代している。

## 設備
大ホールは常設席1030席で、車椅子席や可動席を含めて定員1120名。舞台は間口18m・奥行き18m・高さ7.6m。3階には定員300名の小ホールがある。4階と5階には、計7室の集会室が設けられている。